# Annie Proulx
Pour les articles homonymes, voir Proulx.
Edna Annie Proulx, née le 22 août 1935 à Norwich dans le Connecticut, est une femme de lettres américaine. Elle a principalement écrit sous le nom d'Annie Proulx mais a également signé parfois E. Annie Proulx et E.A. Proulx.
Son deuxième roman, The Shipping News (Nœuds et Dénouement) paru en 1993, a été récompensé par le prix Pulitzer de la fiction et le National Book Award de la fiction. Une adaptation cinématographique du même nom en a été tirée en 2001. Le film tiré en 2005 de sa nouvelle Brokeback Mountain a été couronné par un oscar, un BAFTA Award ainsi qu'un Golden Globe. Avec son premier roman Cartes postales (Postcards), elle a reçu le PEN/Faulkner Award dans la catégorie fiction.

## Biographie

### Enfance et formation
Annie Proulx (née Edna Ann Proulx, ce premier nom en l'honneur d'une tante de sa mère) voit le jour à Norwich dans le Connecticut de parents d'origine anglaise et canadienne-française. Ses ancêtres maternels arrivent en Amérique quinze ans après le Mayflower en 1635. Enfant, elle déménage souvent (Vermont, Caroline du Nord, Maine et Rhode Island) en raison de l'emploi de son père franco-canadien, devenu vice-président d'une entreprise textile après avoir quitté l'école à 14 ans, être devenu garçon de bobine dans les filatures de coton puis avoir gravi les échelons,. Sa mère est peintre amateur. Elle a quatre sœurs : les jumelles Joyce et Janet, qui vivent respectivement en Louisiane et en Floride, Roberta, de Fairlee dans le Vermont, et Jude, également écrivaine, qui réside au Pays de Galles[réf. nécessaire].
Elle est diplômée en 1953 de la Deering High School de Portland dans le Maine,. Puis elle étudie au Colby College « pour une courte période dans les années 1950 »,. Elle y rencontre son premier mari, H. Ridgely Bullock, Jr. 
Elle reprend plus tard les études, à l'université du Vermont de 1966 à 1969, obtenant en 1969 un baccalauréat ès arts cum laude (avec mention honorifique) en histoire. Elle décroche sa maîtrise universitaire de Lettres à l'Université Sir George Williams (aujourd'hui Université Concordia) à Montréal au Québec en 1973 et commence, sans le terminer, un doctorat de philosophie. Elle y met fin afin de subvenir aux besoins de sa famille et travaille alors comme journaliste indépendante.

### Carrière littéraire
Au début de sa carrière dans le journalisme, sa première œuvre de fiction publiée semble être The Customs Lounge, une histoire de science-fiction parue dans l'édition de septembre 1963 du magazine If, sous le nom de « E.A. Proulx ». Une autre œuvre candidate à cette place, probablement antérieure, est une histoire de science-fiction titrée All the Pretty Little Horses, qui parait dans le magazine pour adolescents Seventeen, peut-être un an ou deux auparavant. Par la suite, elle publie des histoires dans l'Esquire magazine et le Gray's Sporting Journal à la fin des années 1970[réf. nécessaire].
Fin 1970, elle lance un petit journal. Elle y travaille et y écrit pendant plusieurs années. Dans les années 1980, lorsqu’elle développe un vif intérêt pour le mouvement de retour à la terre, elle publie, entre autres, The Fine Art of Salad Gardening (1983) et The Complete Dairy Foods Cookbook (1982). 
Son premier recueil de nouvelles sort en 1988, sous le titre Heart Songs (une vieille expression pour la musique country et western).
En 1992 sort son premier roman, Postcards. Au début du livre, Loyal Blood vient de violer et de tuer sa fiancée ; cet acte précipite une fuite à travers l'Amérique et la majeure partie du XXe siècle qui l'empêche de réaliser son rêve, devenir agriculteur et fonder une famille. Loyal Blood envoie des cartes postales à sa famille, une correspondance à sens unique qui se déroule alors que sa famille traverse la vie et la mort, sans jamais savoir comment le joindre. C'est le premier roman écrit par une femme à remporter le prix PEN/Faulkner, en 1993. Elle obtient également les bourses du National Endowment for the Arts (Fonds national pour les arts) en 1992 et de la fondation Guggenheim en 1993.
Elle écrit ensuite le roman The Shipping News, dans lequel Quoyle, laid, passif et perdu, survit à un mariage terrible et est emmené à Terre-Neuve où il travaille pour un petit journal. Il rencontre une femme tout aussi blessée et guérit lentement. Le livre connait d'importantes ventes internationales, remporte de nombreux prix, dont un National Book Award et un Pulitzer, et est adapté au cinéma avec Kevin Spacey, Julianne Moore et Judi Dench,.

Quelques années après avoir été sous les projecteurs avec The Shipping News, elle commente ainsi sa célébrité :  

« Ce n'est pas bon du point de vue de la nature humaine, pour sûr. Quand commencent à arriver de la part de festivals et d'université des invitations à venir lire — durant une heure et pour une jolie somme —, vous commencez à voir que les institutions sont à la chasse aux auteurs à trophée. La plupart ne se soucient pas de votre écriture, ni de ce que vous essayez de dire. Vous êtes juste un objet humain, celui qui a gagné le prix. Ça vous donne une sensation très étrange, un peu genre gingembre. »

En 1996 sort Accordion Crimes, portant sur des histoires d’immigrants à travers l’Amérique du XXe siècle et les notes d’un petit accordéon vert passé de mains en mains. « Accordion Crimes est autant une œuvre d’histoire sociale et d’anthropologie qu’un roman » écrit The Guardian. Il est nommé pour le prix Orange.
En 1997, Annie Proulx est récompensée par le prix Dos Passos. Elle obtient aussi deux fois le prix O. Henry Prize pour la meilleure nouvelle de l'année. La première fois en 1998, pour Brokeback Mountain, publiée dans le New Yorker le 13 octobre 1997. L'année suivante, une seconde fois avec The Mud Below paru dans le New Yorker les 22 et 29 juin 1999[réf. nécessaire]. Toutes deux font partie de son recueil de nouvelles intitulé Close Range: Wyoming Stories (l'édition française est intitulée Les pieds dans la boue). La principale histoire de cet ouvrage, intitulée The Half-Skinned Steer (le bouvillon à demi-écorché) est sélectionnée par l'auteur Garrison Keillor pour faire partie de la compilation The Best American Short Stories 1998 (les meilleures nouvelles américaines de 1998). C'est Annie Proulx qui avait dirigé l'édition de cette collection l'année précédente[réf. nécessaire]. Par la suite, le romancier John Updike sélectionne cette même nouvelle pour la collection The Best American Short Stories of the Century (les meilleures nouvelles américaines du siècle), en 1999. 
Close Range est suivi d'un autre roman, That Old Ace in the Hole, qui ne reçoit pas un accueil particulièrement favorable. Les remerciements au début, longs de trois pages (une tradition chez l'écrivaine), suggèrent comment ces trois années furent passées à tout découvrir, des moulins à vent hollandais aux combats de coqs, de la gestion des plates-formes pétrolières à la forge de couteaux. Il est censé s'agir d'une histoire détaillée sur un réparateur d'éoliennes, mais aucun réparateur d'éoliennes n'ayant voulu coopérer, le personnage principal devint Bob Dollar, un employé naïf de Global Pork Rind, envoyé pour acheter des sections de la région du Texas pour les cochons. Les recherches accablent et épuisent l'auteure, qui jurera à l'équipe de la BBC qui la suit pendant ces trois années qu'elle n'écrira pas d'autre roman. 
En 2001, Annie Proulx est l'une des écrivains les plus critiqués par Brian Reynolds Myers dans son ouvrage polémique A Reader's Manifesto (Manifeste d'un lecteur).
En 2004, elle publie Bad Dirt. « La colère contre la profanation de l'environnement qui a donné à That Old Ace in the Hole un ton moralisateur et sapant est canalisée dans un livre de non-fiction sur le désert rouge du Wyoming, parcouru par des prospecteurs de pétrole et de gaz » écrit The Guardian.
En 2005, à propos de Brokeback Mountain, l'écrivaine déclare ne plus vouloir désormais répondre aux demandes d'entretiens à ce sujet. Elle conseille aux journalistes de consulter sa biographie, son CV et un entretien publié sur The Missouri Review (vol. XXII, No. 2, 1999). Elle précise qu'il y a un mensonge dans cette interview lorsqu'elle déclare qu'elle n'est jamais tombée amoureuse d'un de ses personnages de roman. Elle révèle qu'elle est bien tombée amoureuse à la fois de Jack et d'Ennis (les deux héros de sa nouvelle) — ou toute autre forme de sentiment fort qui a perduré pendant les huit années qui se sont écoulées après l'écriture de l'histoire[réf. nécessaire].
Cette nouvelle connaît un étonnant second souffle après la sortie du film, Le Secret de Brokeback Mountain, fin 2005 début 2006, avec les acteurs Heath Ledger et Jake Gyllenhaal.  
En 2012, elle écrit le livret de l'opéra Brokeback Mountain, composé par Charles Wuorinen et créé au Teatro Real en janvier 2014.
En 2016, elle publie Barkskins, un roman de 700 pages dont le thème est la déforestation. Le livre commence avec l'histoire de deux Français à la fin du XVIIe siècle, René Sel et Charles Duquet, qui arrivent en Nouvelle-France (aujourd'hui les États-Unis et le Canada) pour devenir bûcherons. Le premier épouse une femme du peuple autochtone tandis que le second s'enfuit et crée une entreprise forestière prospère. Le livre raconte le déplacement et la réinstallation de plusieurs générations, jusqu'en 2013. Il retrace leurs voyages à travers l'Amérique du Nord, la Chine, l'Europe et la Nouvelle-Zélande, dans le contexte de la destruction des forêts du monde. Elle travaille pendant dix ans sur ce projet, au cours desquels elle lit des documents historiques, journaux intimes et livres rares sur la foresterie.
En 2017, elle reçoit un National Book Award honorifique.

### Vie privée
Annie Proulx vit plus de 30 ans dans le Vermont,. En 1994, elle déménage pour Saratoga dans le Wyoming. Elle y construit une maison sur 640 acres de terres humides, de prairies et de falaises. Elle passe en outre une partie de l'année au nord de Terre Neuve, dans une crique qui touche l'Anse aux Meadows. En 2014, elle déménage à trente kilomètres de Seattle, dans l’État de Washington, dans une maison située dans une forêt de grands cèdres rouges. Mais elle découvre qu'elle est allergique au cèdre rouge et envisage dès lors de déménager en Nouvelle-Angleterre, où elle et ses quatre sœurs cadettes ont vécu étant enfants, et où l'une d'elles vit encore. 
Elle se marie et divorce trois fois. Elle a trois garçons et une fille (appelés Jonathan, Gillis, Morgan, et Sylvia, dite aussi « Muffy »). Sa fille Muffy, qu'elle a avec son premier mari, épousé alors qu'elle n'avait que 20 ans, ce qui l'avait obligé à arrêter ses études, reste avec son père après leur divorce. L'auteure se remarie une seconde fois dans les années 1960, puis en 1969 avec James Hamilton Lang. Trois fils, Jonathan, Gillis et Morgan, naissent de ce troisième mariage. À cette époque, elle se déplace avec ses garçons dans plusieurs villes reculées du Vermont où elle pêche, chasse et jardine,.

## Œuvres
En français, on trouve aux éditions Payot, Rivages et Grasset :
- Cartes postales, Rivages 1999
- Les Pieds dans la boue, Rivages 2001  (Close Range, 1999) — qui comprend la nouvelle Brokeback Mountain, nouvelle qui a inspiré le film Lion d'or à la Mostra de Venise en 2005.
- Les Crimes de l’accordéon, Grasset 2004
- Un as dans la manche, Grasset 2005
- Nœuds et Dénouement, Grasset 2005, (v. f. de The Shipping News), National Book Award
- Brokeback Mountain, Grasset, 2006 (extrait du recueil Les Pieds dans la boue), nouvelle parue pour la première fois dans The New Yorker en 1997 pour laquelle elle a aussi obtenu un 2e Prix Pulitzer.
- Nouvelles histoires du Wyoming, Grasset 2007
- C'est très bien comme ça !, Grasset, 2008
- Mélodies du cœur, Grasset, 2010
- Bird Cloud, Grasset, 2012
- C’est très bien comme ça, Grasset, 2015